# Gornje Selo, Pljevlja
Gornje Selo este un sat din comuna Pljevlja, Muntenegru. Conform datelor de la recensământul din 2003, localitatea are 40 de locuitori (la recensământul din 1991 erau 77 de locuitori).

## Demografie
În satul Gornje Selo locuiesc 31 de persoane adulte, iar vârsta medie a populației este de 46,1 de ani (47,8 la bărbați și 44,2 la femei). În localitate sunt 13 gospodării, iar numărul mediu de membri în gospodărie este de 3,08.
Această localitate este populată majoritar de sârbi (conform recensământului din 2003).
|  |

| Demografie | Demografie | Demografie |
| An         | Locuitori  | Locuitori  |
| ---------- | ---------- | ---------- |
|            |            |            |
|            |            |            |
|            |            |            |
|            |            |            |
| 1948       | 104        |            |
| 1953       | 120        |            |
| 1961       | 114        |            |
| 1971       | 116        |            |
| 1981       | 89         |            |
| 1991       | 77         | 77         |
| 2003       | 40         | 40         |

| \| Componența etnică conform recensământului din 2003[2] \| Componența etnică conform recensământului din 2003[2] \| Componența etnică conform recensământului din 2003[2] \| Componența etnică conform recensământului din 2003[2] \| Componența etnică conform recensământului din 2003[2] \| \| ----------------------------------------------------- \| ----------------------------------------------------- \| ----------------------------------------------------- \| ----------------------------------------------------- \| ----------------------------------------------------- \| \| \| \| \| \| \| \| Sârbi \| Sârbi \| \| 33 \| 82,5% \| \| Muntenegreni \| Muntenegreni \| \| 7 \| 17,5% \| \| necunoscută \| necunoscută \| \| 0 \| 0% \| |              |  |    |       |
| Componența etnică conform recensământului din 2003 |              |  |    |       |
| |              |  |    |       |
| Sârbi | Sârbi        |  | 33 | 82,5% |
| Muntenegreni | Muntenegreni |  | 7  | 17,5% |
| necunoscută | necunoscută  |  | 0  | 0%    |